# Seppo Myllylä
Seppo Kaleva Myllylä (* 9. srpna 1958 Orivesi) je bývalý finský zápasník–judista.

## Sportovní kariéra
Připravoval se v Tampere pod vedením japonského trenéra Tecuji Satóa, který ve Finsku působil od konce šedesátých let jako mentor a propagátor tehdy nového olympijského sportu. Ve finské reprezentaci se pohyboval od konce sedmdesátých let v lehké váze do 71 kg. V roce 1980 se kvalifikoval na olympijské hry v Moskvě, kde vypadl ve druhém kole s Němcem Karl-Heinzem Lehmannem. Po olympijských hrách přešel do polostřední váhy do 78 kg, ve které se díky pravidelným tréninkovým pobytům v Japonsku vypracoval mezi přední evropské judisty. V roce 1984 si však na olympijské hry v Los Angeles formu nepřivezl. Vypadl ve druhém kole s Francouzem Michelem Nowakem. Sportovní kariéru ukončil v roce 1986. Věnuje se trenérské práci. Jeho nejznámějším žákem byl Jorma Korhonen.

## Výsledky
| Olympijské hry     |    |   | úč. |     |    |     | úč. |     |  |  |  |  |  |  |
| Mistrovství světa  |    | — |     | úč. |    | úč. |     | —   |  |  |  |  |  |  |
| Mistrovství Evropy | ?  | ? | ?   | ?   | 5. | 2.  | —   | úč. |  |  |  |  |  |  |
| ME juniorů         | 3. |   |     |     |    |     |     |     |  |  |  |  |  |  |